# ديف بورغس
ديف بورغس (بالإنجليزية: Dave Burgess)‏ (20 يناير 1960 بليفربول في المملكة المتحدة - ) هو لاعب كرة قدم بريطاني في مركز الدفاع. لعب مع غريمسبي تاون ونادي بلاكبول ونادي ترانمير روفرز لكرة القدم ونادي كارلايل يونايتد ونادي هارتلبول يونايتد وBamber Bridge F.C. ‏ ونورثويتش فيكتوريا.

## وصلات خارجية
- ديف بورغس على موقع قاعدة بيانات كرة القدم.إي يو (الإنجليزية)